# Нидермодерн
Нидермодерн (фр. Niedermodern) — коммуна на северо-востоке Франции в регионе Гранд-Эст (бывший Эльзас — Шампань — Арденны — Лотарингия), департамент Нижний Рейн, округ Агно-Висамбур, кантон Рейшсоффен. До марта 2015 года коммуна административно входила в состав кантона Буксвиллер (округ Саверн).
Площадь коммуны — 4,39 км², население — 729 человек (2006) с тенденцией к росту: 871 человек (2013), плотность населения — 198,4 чел/км².

## Население
Население коммуны в 2011 году составляло 808 человек, в 2012 году — 840 человек, а в 2013-м — 871 человек.
| 1962 | 1968 | 1975 | 1982 | 1990 | 1999 | 2006 | 2008 | 2011 | 2012 | 2013 |
| ---- | ---- | ---- | ---- | ---- | ---- | ---- | ---- | ---- | ---- | ---- |
| 539  | 523  | 622  | 626  | 573  | 691  | 729  | 782  | 808  | 840  | 871  |

Динамика населения:

## Экономика
В 2010 году из 556 человек трудоспособного возраста (от 15 до 64 лет) 430 были экономически активными, 126 — неактивными (показатель активности 77,3 %, в 1999 году — 81,2 %). Из 430 активных трудоспособных жителей работали 407 человек (220 мужчин и 187 женщин), 23 числились безработными (шестеро мужчин и 17 женщин). Среди 126 трудоспособных неактивных граждан 47 были учениками либо студентами, 52 — пенсионерами, а ещё 27 — были неактивны в силу других причин.